# Geocoris carinatus
Geocoris carinatus är en insektsart som beskrevs av Mcatee 1914. Geocoris carinatus ingår i släktet Geocoris och familjen Geocoridae. Inga underarter finns listade i Catalogue of Life.